# Romeo Santos
Anthony Romeo Santos més conegut com a Romeo Santos (Bronx, 21 de juliol de 1981) és un cantant estatunidenc de pare dominicà i mare porto-riquenya. Va ser cantant del grup Aventura.

## Teenagers i Aventura
Abans de formar part del grup Aventura, amb l'edat de 14 anys va pertànyer a un grup anomenat Los Tinellers (sic; de l'anglès Teenagers -adolescents-) amb els quals publicà un disc anomenat Trampa de odio (1995). Posteriorment fundà el grup Aventura juntament amb el seu cosí Henry Santos i els seus germans Lenny Santos i Max Santos. Ja amb el grup Aventura publicaren el seu primer disc -Generation Next- l'any 1999. Amb el grup Aventura assolí l'èxit amb la fusió de bachata, R&B i hip-hop; aquest èxit s'amplificà amb la cançó Obsessión en el seu tercer àlbum -We Broke the Rules- publicat l'any 2002. L'any 2011 Aventura es disolgué i Romeo Santos inicià la carrera en solitàri.

## Carrera en solitari
Amb Sony music va fer el seu debut com a solista amb el senzill You, seguit de I Promise. El seu primer àlbum en solitàri va ser Formula 2011 Vol. 1, produït i escrit en gran part per ell. El seu segon àlbum en solitari fou Formula Vol. 2 (2013); per a aquest àlbum va realitzar col·laboracions amb artistes com Drake, Nicki Minaj, Marc Anthony, y Tego Calderón, entre d'altres. Amb el parell de senzills Propuesta indecente i Odio, va assolir el número u en diferents països i el número cinc en les llistes d'èxits dels Estats Units; va mantenir-se en els principals llocs de les llistes durant més de 120 setmanes.

## Àlbums

### Amb Aventura
| Any  | Senzill                                   | Posició a la llista | Posició a la llista | Posició a la llista | Posició a la llista | Àlbum              |
| Any  | Senzill                                   | EUA                 | EUA Latin           | EUA Latin Pop       | EUA Latin Trop      | Àlbum              |
| ---- | ----------------------------------------- | ------------------- | ------------------- | ------------------- | ------------------- | ------------------ |
| 2000 | "Cuando Volverás"                         | -                   | -                   | -                   | -                   | Generation Next    |
| 2002 | "Obsesión"                                | -                   | -                   | -                   | 32                  | We Broke the Rules |
| 2003 | "Llorar"                                  | -                   | -                   | -                   | 8                   | Love & Hate        |
| 2003 | Hermanita                                 | -                   | 33                  | -                   | 3                   | Love & Hate        |
| 2004 | "Angelito"                                | -                   | -                   | -                   | 17                  | God's Project      |
| 2005 | La boda                                   | -                   | -                   | -                   | 2                   | God's Project      |
| 2005 | "Ella y Yo" (Amb Don Omar)                | 97                  | 2                   | 32                  | 10                  | God's Project      |
| 2005 | Un Beso                                   | -                   | 6                   | -                   | 2                   | God's Project      |
| 2006 | "Los Infieles"                            | -                   | 4                   | -                   | 1                   | K.O.B. Live        |
| 2007 | "Mi Corazoncito"                          | -                   | 2                   | 15                  | 1                   | K.O.B. Live        |
| 2008 | "El Perdedor"                             | -                   | 5                   | 7                   | 1                   | K.O.B. Live        |
| 2009 | "Por un segundo"                          | -                   | 1                   | 7                   | 1                   | The Last           |
| 2009 | "All Up 2 You" (Amb Akon, Wisin & Yandel) | 108                 | 4                   | 14                  | 2                   | The Last           |
| 2009 | "Su Veneno"                               | -                   | 4                   | 6                   | 1                   | The Last           |
| 2009 | "Dile al Amor"                            | -                   | 1                   | 2                   | 1                   | The Last           |
| 2010 | "El Malo"                                 | 116                 | 5                   | 5                   | 1                   | The Last           |
| 2010 | "El Desprecio"                            | -                   | -                   | -                   | 40                  | The Last           |
| 2010 | "Tu Jueguito"                             | -                   | -                   | 27                  | -                   | The Last           |
| 2010 | "La Curita"                               | -                   | 46                  | 33                  | 6                   | The Last           |